# モスタファ・アフマディローシャン
モスタファ・アフマディローシャン（ペルシア語: مصطفی احمدی روشن、Mostafa Ahmadi-Roshan、1979年もしくは1980年 - 2012年1月11日）は、イランの原子物理学者、シャリーフ工科大学教授。同国エスファハーン州のナタンズにあるウラン濃縮施設にて部門監督者や副所長を務めるなど、イランの核開発問題に関与していた人物である。2012年1月11日、オートバイに乗った犯人グループ2人がアフマディローシャンが乗っていた車の下に磁石式の爆弾を仕掛け、同乗していたボディーガードと共に爆殺された。葬儀は13日に行われている。

## 殺害実行犯をめぐる論争
イランではそれまでにも核開発に関わる科学者が暗殺される事件が相次ぎ、2010年にはマスード・アリ＝モハマディら2人が死亡、のちに原子力庁長官になるフェレイドゥーン・アッバースィーも爆弾テロに巻き込まれ負傷している。2011年には核技術に詳しい大学生が射殺される事件が起こっている。イラン政府はこれらの事件にアメリカ中央情報局 (CIA)、イスラエル諜報特務庁 (モサド)、イギリス情報局秘密情報部 (SIS, MI6) が関わっているとの立場をとっており、イランは事件後即座にアメリカとイスラエルの関与を指摘し非難した。こうした批判に対し、当のアメリカは国務省報道官のビクトリア・ヌーランドが暗殺攻撃に対する非難を発表した上で、国務長官のヒラリー・クリントンは事件への関与を否定。国防長官のレオン・パネッタは事件に関わった組織の見当がついていると発言している。